# Pterolophia bilatevittata
Pterolophia bilatevittata är en skalbaggsart som beskrevs av Stefan von Breuning 1942. Pterolophia bilatevittata ingår i släktet Pterolophia och familjen långhorningar. Inga underarter finns listade i Catalogue of Life.